# Högforsskogen
Högforsskogen este o arie protejată (arie specială de conservare — SAC, sit de importanță comunitară — SCI) din Suedia întinsă pe o suprafață de 2,9 ha, integral pe uscat.

## Localizare
Centrul sitului Högforsskogen este situat la coordonatele 59°23′00″N 14°34′45″E / 59.3832°N 14.5792°E.

## Înființare
Situl Högforsskogen a fost declarat sit de importanță comunitară în iunie 2001 pentru a proteja un număr necunoscut de specii din flora spontană și fauna sălbatică aflate în arealul zonei. Situl a fost protejat și ca arie specială de conservare în martie 2011.

## Biodiversitate
Situată în ecoregiunea boreală, aria protejată conține 1 habitat natural: Taiga vestică.
La baza desemnării sitului se află un număr nedeclarat de specii protejate.